# Sowjetische Kriegsgräberstätte Hamburg-Ohlsdorf
Die Sowjetische Kriegsgräberstätte Hamburg-Ohlsdorf befindet sich innerhalb des Friedhofs Ohlsdorf, der im Stadtteil Ohlsdorf der Stadt Hamburg in Deutschland liegt. Die Gräber der sowjetischen Kriegsgefangenen des Zweiten Weltkriegs befinden sich in der Nähe der nördlichen Einfahrt S-Bahn Kornweg, Wellingsbüttler Straße, Kornweg an der Linnéstraße und in der Nähe der Kapelle 9. Die Gräber sowjetischer Zwangsarbeiterinnen befinden sich in der Nähe des östlichen Eingangs zum Friedhof (Bramfeld, Bramfelder Chaussee) und etwas weiter entfernt von Kapelle 13.

## Gräber sowjetischer Kriegsgefangener
Auf dem Gräberfeld ruhen 384 sowjetische Kriegsgefangene, die in Gefangenschaft 1941 bis 1945 durch Zwangsarbeit starben, dort beigesetzt oder in den 1950er-Jahren zugebettet wurden. Die Kriegsgefangenen waren den Stammlagern (Stalag) X A in Schleswig und Stammlager X B in Sandbostel zugeordnet. Sie waren Arbeitskommandos in Hamburg, z. B. Norderwerft oder in Hamburg-Waltershof, zugeteilt. Die Grabstellen sind durch liegende Steine gekennzeichnet. Eine Namensliste der hier beigesetzten verstorbenen sowjetischen kriegsgefangenen Soldaten liegt vor.

## Besucher
Die Gedenkstätte wird durch Vertreter der ehemaligen UdSSR, Schiffsbesatzungen und Reisegruppen besucht.

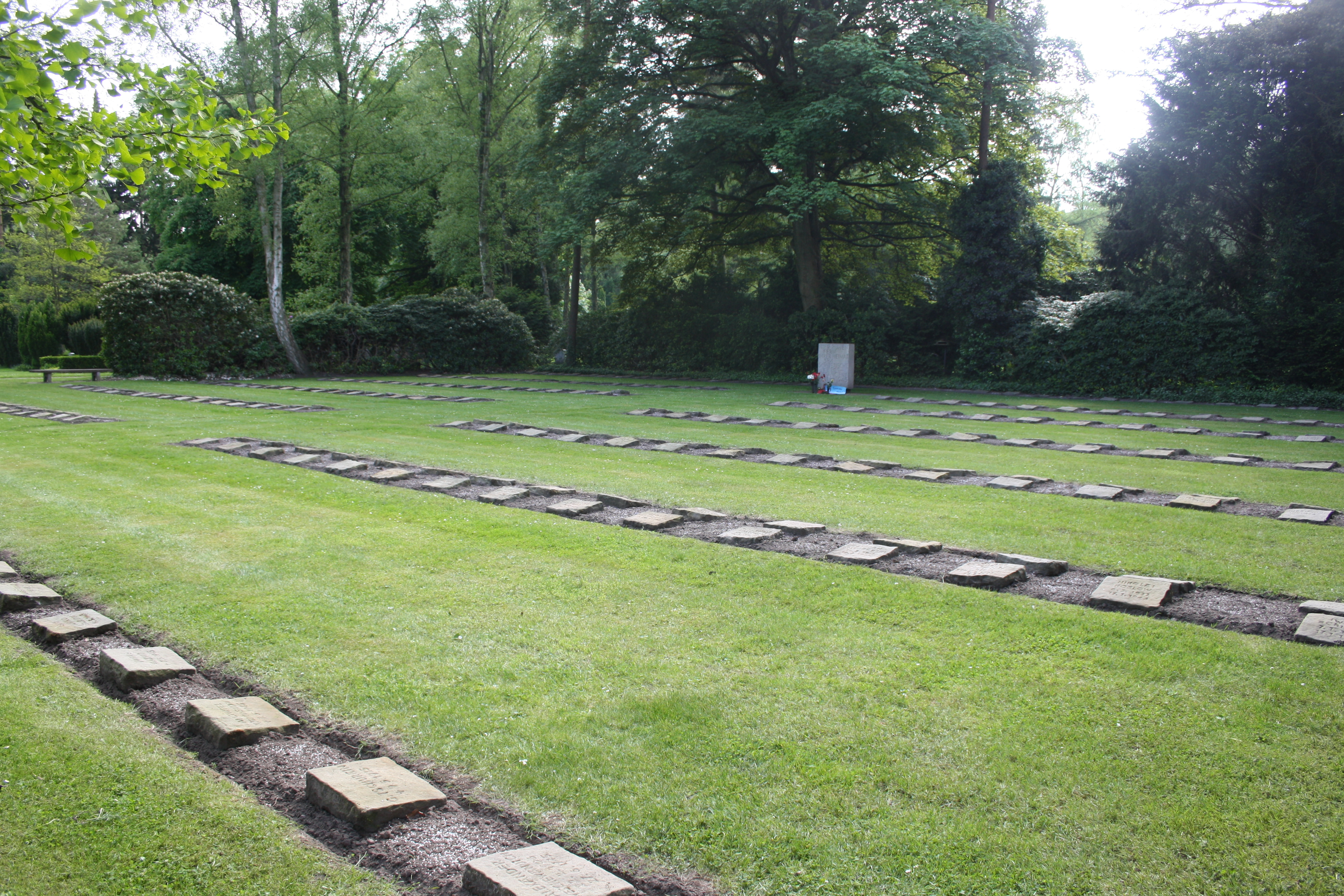
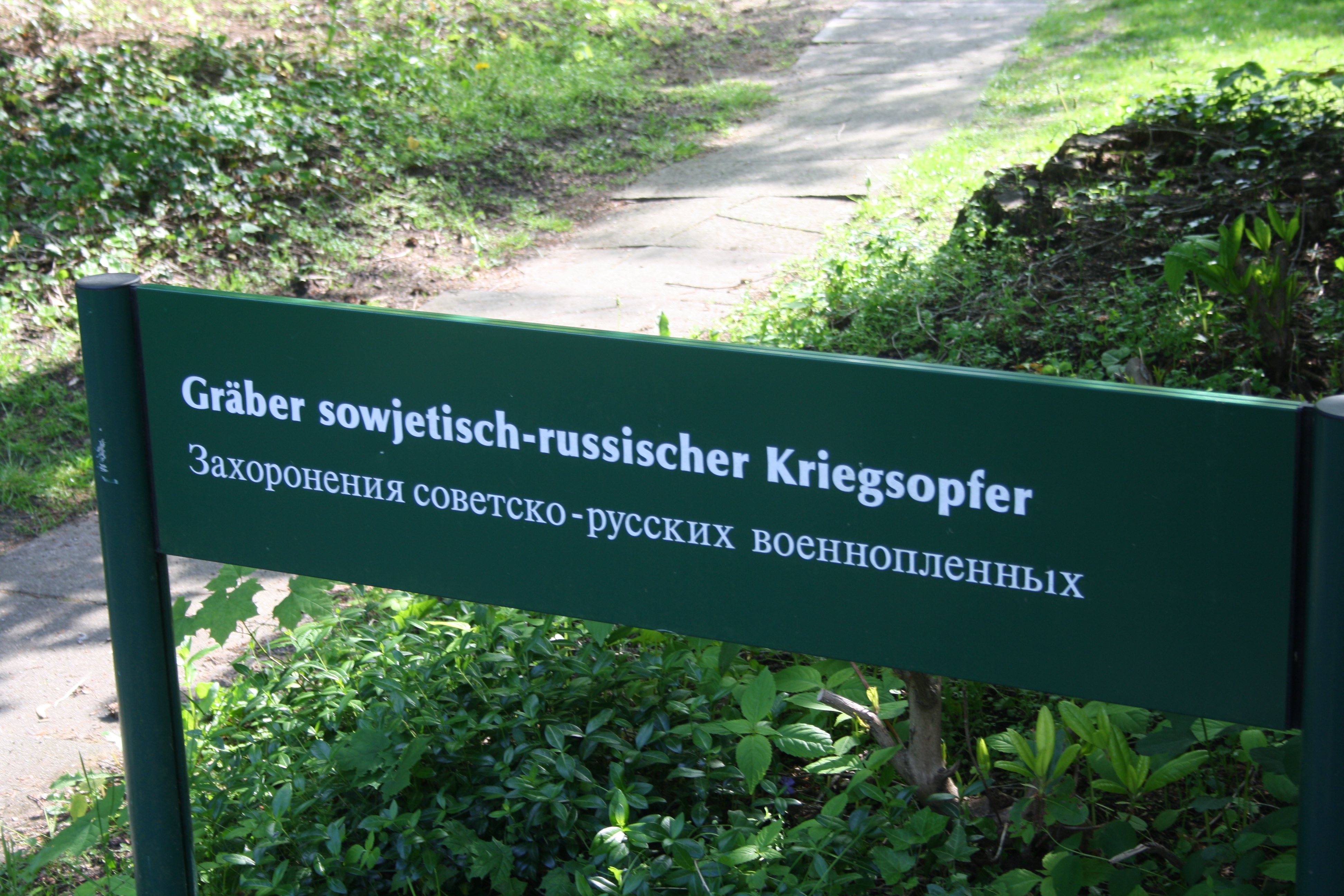
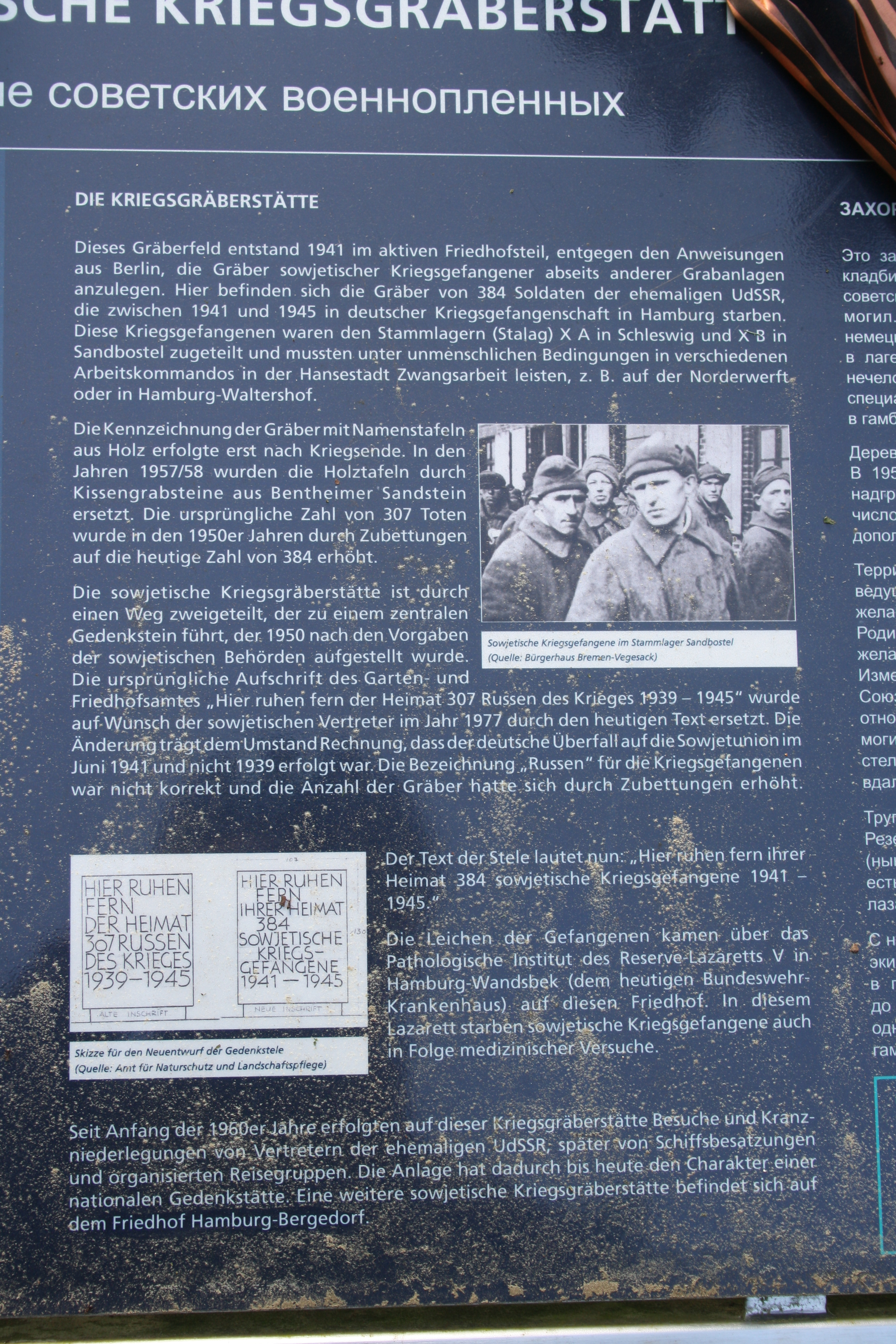
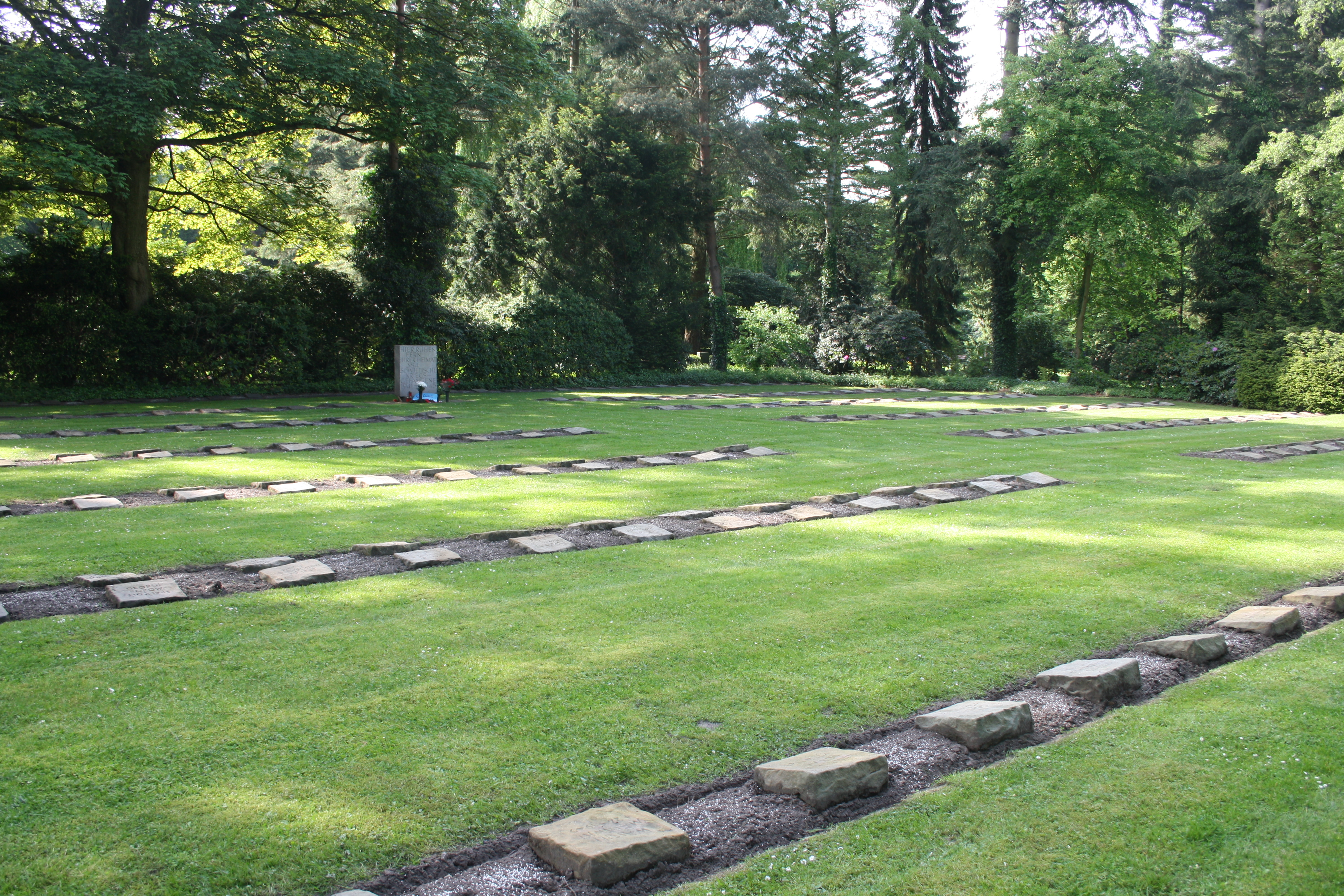
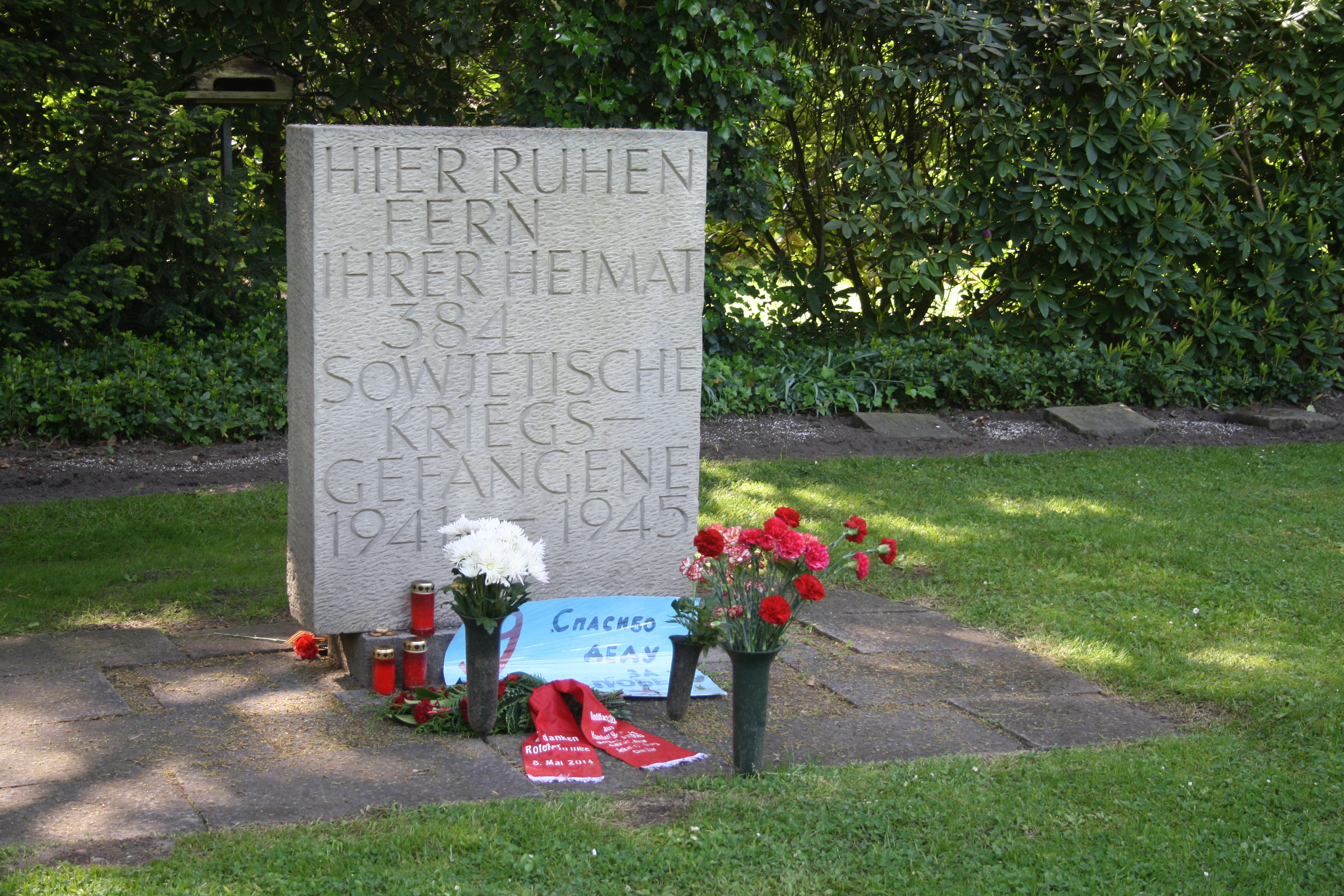

## Gräber sowjetischer Zwangsarbeiterinnen
Während eines Bombenangriffs im Zweiten Weltkrieg kamen 140 sowjetische Zwangsarbeiterinnen ums Leben und wurden auf dem Friedhof Ohlsdorf beigesetzt. Ihre Namen sind in einer Namensliste dokumentiert.

## Weitere sowjetische Kriegsgräberstätten
- Sowjetische Kriegsgräberstätte Hamburg-Bergedorf auf dem Neuen Friedhof Bergedorf[7]
- Auf dem Neuen Friedhof Harburg sind im zentralen Bereich in einer ovalen Rasenfläche sowjetische Opfer zusammen mit Opfern aus anderen Nationen beigesetzt.[8]
- 77 russische Kriegsgräber des Ersten Weltkriegs auf der Hamburger Elbinsel Hahnöfersand[9]
- Sowjetische Kriegsgräberstätten in Deutschland

## Filme
- hamburg friedhof ohlsdorf russische kriegsgräber remix auf youtube
- heinerich: hamburg friedhof ohlsdorf russische kriegsgräber auf kewego